# Vasilij Žbogar
Vasilij Žbogar (Capodistria, 4 ottobre 1975) è un velista sloveno.

## Palmarès

### Olimpiadi
- 3 medaglie:
  - 2 argenti (Pechino 2008 nel Laser; Rio de Janeiro 2016 nel Finn)
  - 1 bronzo (Atene 2004 nel Laser)

### Mondiali
- 2 medaglie:
  - 1 argento (Fortaleza 2005 nel Laser)
  - 1 bronzo (Takapuna 2015 nel Finn)

### Europei
- 4 medaglie:
  - 1 oro (Scarlino 2013 nel Finn)
  - 2 argenti (Warnemünde 2012 nel Finn; La Rochelle 2014 nel Finn)
  - 1 bronzo (Spalato 2015 nel Finn)

### Giochi del Mediterraneo
- 1 medaglia:
  - 1 oro (Almería 2005 nel Laser)